# Seogwipo
Seogwipo is de op een na grootste stad op het eiland Jeju, gelegen aan een rotsachtige vulkanische kustlijn in het zuidelijke deel van de provincie Jeju-do, Zuid-Korea. In juli 2006 werden de grenzen van Seogwipo uitgebreid tot de hele zuidelijke helft van het eiland Jeju. Het staat op de werelderfgoedlijst van UNESCO en is gastheer van de FIFA Wereldbeker 2002. In 2020 telde het 182.169 inwoners.

## Toerisme

#### Cheonjiyeon waterval
Cheonjiyeon, wat "Gods vijver" betekent, ontleent zijn naam aan de legende dat de zeven feeën die de Koning van de Hemel dienden op wolkentrappen naar de vijver afdaalden en baadden in het schone water.

#### Jeongbang waterval
De Jeongbang-waterval is de enige waterval in Azië die rechtstreeks in de oceaan valt. Op de muur van de waterval staat een inscriptie geschreven "Seobulgwacha", verwijzend naar Seobul die langs deze plek komt. Seobul was een dienaar van de Chinese keizer Jin (259-210 v.Chr.) Die van de keizer de opdracht kreeg de substantie te vinden die hem onsterfelijk zou maken. Seogwipo zou ook zijn naam hebben gekregen om te betekenen dat Seobul terug naar het westen ging.
Steden: Jeju · Seogwipo

Districten: Bukjeju · Namjeju